# 니코카도 아보카도
니코카도 아보카도(본명: 니콜라스 페리, Nicholas Perry, 1992년 5월 19일 ~ )는 미국의 먹방을 주로 소재로 하는 유튜버이다.
본명인 니콜라스 페리보다 니코카도 아보카도라는 닉네임으로 더 유명하다. 줄여서 니코카도라고도 많이 불린다.
2024년 1월 기준, 그는 유튜브에서 6개의 채널에서 860 명 이상의 구독자와 약 25억 회의 누적 조회수를 기록하였다. 또한 온리팬스에서 활동하고 있으며 틱톡에서 100억 회 이상의 조회수를 기록하였다.

## 유년 시절
니콜라스 페리는 1992년 5월 19일 우크라이나 헤르손주에서 태어났으나 이후 미국으로 입양되어 펜실베니아주에서 성장하였다. 그는 대학에서 바이올린을 전공하였으며, 미국의 가톨릭 대학교에 다녔다. 과거에는 바이올린 연주를 하였으나 재능에 한계를 느꼈고, 바이올린 연주만으로는 돈벌이가 안된다고 생각하여 그만두었다.

## 방송
방송 초창기에는 아보카도와 같은 채소들을 중심으로 먹방을 하였고 68kg 정도의 날씬한 체형이었다. 그러나 자신의 정신적 스트레스룰 드러내며 과도한 칼로리 먹방으로 방송을 바꾸었다. 니코카도의 남자친구인 오를린 홈도 초기에는 날씬한 체형이었으나 니코카도가 방송 노선을 변경한 이후 체중이 급격하게 증가하여 산소호흡기를 착용하고 먹방을 하는 지경에 이르렀다. 혐오스럽고 지저분한 먹방, 서로 다투는 조작방송, 매너없고 괴성을 지르는 등 비호감적인 행동들을 보여주어 비판을 받기도 하였다. 그러나 2024년 9월 7일, 최대 몸무게였던 186kg에서 71kg까지 감량하며 화제가 되었다. 약 2년간 미리 찍은 먹방 영상을 업로드하며 살을 빼고 있었다는 사실을 밝혔고, 지금까지의 일은 본인이 계획한 사회실험이라고 설명하였다.

## 사생활
니콜라스 페리는 게이이며 그의 남편 오를린 홈과는 2016년에 비건 페이스북 페이지를 통해 만났다. 이후 오를린 홈의 조국인 콜롬비아에서 만났으며 2017년 4월 10일 동성결혼을 하였다. 또한 그는 미스터 누들이라는 이름의 수컷 앵무새 한마리를 키우고 있다.

## 건강 문제
급격한 체중 증가로 인하여 멘즈헬스와의 인터뷰에서 발기부전과 성욕 상실을 겪고 있다고 밝혔다. 2021년에는 과도한 기침으로 인하여 갈비뼈가 부러졌고, 방송 중 장애가 있어 스쿠터를 타고 다닌다고 말했다.
또한 초고도비만으로 인해 호흡장애가 생겨 무호흡수면장애로 자거나 먹을때 산소호흡기를 착용한다. 변실금도 생겨 침대에 똥을 지리기도 하였다.

## 같이 보기
- 유튜버 목록

1. ↑  “YouTuber Nikocado Avocado Loses 250 Pounds in 2 Years”. TODAY. 2024년 9월 10일. 2024년 9월 10일에 확인함.